# Charles Cioffi
Charles Cioffi (New York, 31 oktober 1935) is een Amerikaans televisie- en theateracteur.

## Biografie
Cioffi heeft gestudeerd aan de Michigan State University in East Lansing en haalde daar zijn Bachelor of Arts en Master of Arts.
Cioffi begon in 1969 met acteren in de televisieserie Where the Heart Is. Hierna heeft hij nog meerdere rollen gespeeld in televisieseries en films zoals Klute (1971), Shaft (1971), Ryan's Hope (1980), Missing (1982), The X-Files (1993-1997) en The Practice (1999-2002).
Cioffi heeft ook les gegeven aan de Universiteit van Minnesota, in het vak "historie van live-televisie".

## Filmografie

### Films
Uitgezonderd korte films.
- 2005 Detective – als McClelland
- 2001 Amy's Orgasm – als vader van Amy
- 1997 Shadow Conspiracy – als generaal Blackburn
- 1992 Used People – als Paolo
- 1992 Newsles – als Seitz
- 1992 Queen Esther – als stem
- 1990 Kojak: None So Blind – als chief George Morris
- 1989 Peter Gunn – als Tomy Amatti
- 1989 Dream Breakers – als Douglas Sloan
- 1988 Deadline: Madrid – als Ed Shaw
- 1985 Remo Williams: The Adventure Begins – als George Grove
- 1983 All the Right Moves – als Pop
- 1982 Missing – als kapitein Ray Tower
- 1982 Modesty Blaise – als Leo Bazin
- 1979 Time After Time – als politie luitenant Mitchell
- 1979 Samurai – als Amory Bryson
- 1978 Gray Lady Down – als admiraal Barnes
- 1977 Just a Little Inconvenience – als majoor Bloom
- 1977 L'imprécateur – als Mac Ganter
- 1977 Dog and Cat – als Ralph Travan
- 1977 The Other Side of Midnight – als Chotas
- 1977 Tail Gunner Joe – als baas van Logan
- 1976 The Next Man – als Fouad
- 1976 Return to Earth – als Dr. Sam Mayhill
- 1974 Nicky's World – als George Kaminios
- 1974 Crazy Joe – als Coletti
- 1973 The Don Is Dead – als Orlando
- 1973 Lucky Luciano – als Vito Genovese
- 1973 Wheeler and Murdoch – als DeNisco
- 1973 The Thief Who Came to Dinner – als Henderling
- 1971 See the Man Run – als kapitein Dan Dorsey
- 1971 Mongo's Back in Town – als Mike Nash
- 1971 Shaft – als Vic Androzzi
- 1971 Klute – als Peter Cable

### Televisieseries
Uitgezonderd eenmalige gastrollen.
- 1999 – 2002 The Practice – als rechter Walter Kimball – 5 afl.
- 1998 Caroline in the City – als mr. Mazzone – 2 afl.
- 1995 – 1998 The Larry Sanders Show – als dr. Reisman – 2 afl.
- 1993 – 1997 The X-Files – als Scott Blevins – 5 afl.
- 1991 Law & Order – als Frank Masucci – 2 afl.
- 1986 – 1987 The Equalizer – als luitenant Kramer – 2 afl.
- 1982 – 1986 Simon & Simon – als senator Gordon Endicott – 2 afl.
- 1980 Ryan's Hope – als Claudius Church – 13 afl.
- 1979 Another World – als Kirk Laverty - 8 afl.
- 1974 Get Christie Love! – als Matt Reardon – 12 afl.
- 1972 – 1973 Assignment Vienna – als majoor Bernard Caldwell – 8 afl.
- 1969 Where the Heart Is – als Ed Lucas - ? afl.

### Computerspel
- 2008 Gears of War 2 – als voorzitter Prescott / Adam Fenix

### Theaterwerk
- 1992 Chinese Coffee – als Jacob Manheim
- 1990 Stand-Up Tragedy – als vader van Ed Larkin
- 1975 Hamlet – als Claudius
- 1971 Antigone – als Choragos
- 1969 1776 – als John Hancock
- 1969 In the Matter of J. Robert Oppenheimer – als majoor Nicholas Radzi
- 1968 King Lear – als Duke van Albany